# Tanino Liberatore
Gaetano Liberatore, detto Tanino (Quadri, 12 aprile 1953), è un fumettista, illustratore, disegnatore e pittore italiano. Soprannominato da Frank Zappa il "Michelangelo del fumetto", nel corso della sua carriera ha riscosso grande successo in Italia e all'estero e conseguito importanti premi.

## Biografia
Nato a Quadri, in provincia di Chieti, nel 1953, studia presso il liceo artistico di Pescara, dove fa conoscenza con Andrea Pazienza e con il futuro designer Franco Perrotti, con i quali stringe una profonda amicizia. In seguito si iscrive alla facoltà di architettura della Sapienza di Roma.
Nel 1978, proprio Andrea Pazienza lo coinvolge nell'esperienza del giornale underground Cannibale, sul quale Liberatore esordisce nel mondo del fumetto illustrando storie scritte da Stefano Tamburini. Sulla terza uscita di Cannibale, Tamburini e Liberatore danno vita al personaggio di Ranxerox, che approderà nel 1980 sulla rivista Frigidaire. Liberatore conferisce al personaggio la sua caratterizzazione definitiva sulle pagine del Male. La serie ebbe un notevole successo internazionale di critica e di lettori, tanto da essere tradotta e pubblicata in vari paesi, tra cui Francia, Spagna, Stati Uniti, e Giappone, decretando il successo internazionale dell'autore. Realizzerà, infatti, la copertina dell'album The Man from Utopia di Frank Zappa e collaborerà con le più importanti riviste internazionali, realizzando illustrazioni, scenografie, locandine per festival, teatro, televisione e cinema.
Dopo l'esperienza di Cannibale, nel 1980, con Andrea Pazienza, Scozzari e altri, progetta e fonda la rivista d'arte Frigidaire: la bandiera di questa nuova rivista era la più totale libertà espressiva, la possibilità di realizzare qualsiasi cosa gli autori desiderassero, senza il timore di editori o un direttore che ponesse vincoli o censure e senza paura di querele. Ma Frigidaire non si occupava solo di fumetti: era una rivista ricca di contenuti che rappresentava autorevolmente lo spaccato dell'Italia alla fine del '900, scagliandosi contro moralismi e perbenismi, andando a fondo su molte materie rispetto a tante pubblicazioni culturali: reportage di guerra, reportage dalle zone calde del pianeta, articoli sull'AIDS (all'epoca ancora sconosciuto), interviste con nudo integrale a celebri critici (come Achille Bonito Oliva) o ad attrici e pornostar, ma anche articoli sulle vie della droga e del sesso, su marchettari e prostituzione, su mafia e corruzione, su peep show e detenuti politici; e, soprattutto, gli articoli riguardavano arte, fumetto, cinema, musica. Non mancavano gli intermezzi narrativi con racconti di grandi scrittori come James Ballard o William S. Burroughs (in realtà autentici falsi, come più tardi confessò Brolli Daniele, il loro autore), e racconti a fumetti innovativi e spiazzanti rispetto alla spenta media delle produzioni italiane. Fra gli articoli pubblicati figurarono opere come Il manuale del killer professionista. L'accoppiata articoli/fumetti fece di Frigidaire LA rivista che più di ogni altra sottolineò il passaggio a nuovi paradigmi.Letterari, artistici, giornalistici. Una nuova cultura, per usare una parola sola.
Su Frigidaire, tra le altre cose, Liberatore pubblicherà Ranxerox a New York e Buon compleanno Lubna.
Dal 1982 vive e lavora in Francia dove è molto apprezzato sia come illustratore (su Transfert, Métal Hurlant, A Suivre) che autore (L'Echo des Savanes, Chic). Si dedica inoltre all'arte contemporanea e a varie collaborazioni in realizzazioni cinematografiche, fra le quali troviamo Ghostbusters - Acchiappafantasmi, nonché come illustratore di album musicali.
Nel 1985 Tanino Liberatore è diventato anche un personaggio dei fumetti, nella storia La leggenda di Italianino Liberatore di Andrea Pazienza, personaggio in parte biografico e in parte parodistico plasmato sulle sembianze e le caratteristiche del Liberatore giovane artista.
La terza parte della trilogia di Ranxerox, su testi del francese Alain Chabat, fu pubblicata in Italia sulla rivista Selen (Edizioni 3ntini & C.) a partire dal 1996.
Negli anni Liberatore si dedica soprattutto all'illustrazione e alla pittura, lavorando anche nel cinema come direttore artistico, disegnatore di costumi e di scenografie, tanto che nel 2003 vince il premio César per i migliori costumi per il film Asterix & Obelix - Missione Cleopatra.
Nel 2005 è stato insignito del Romics d'Oro.
Uno dei suoi lavori più recenti è LUCY L'espoir, su sceneggiatura di Patrick Norbert, con una storia incentrata sugli australopitechi; edita in Francia nel 2007 per Capitol Editions, è stata pubblicata in Italia per le edizioni Comicon nel 2017. 
Quest'ultimo lavoro segna un'ulteriore evoluzione nell'attività di Liberatore, perché per la prima volta ha interamente realizzato le tavole di questa graphic novel con strumenti digitali.
Nel 2008 disegna la copertina del romanzo storico La collina dei fuochi fatui del giornalista e scrittore Emiliano D'Alessandro.
Realizza copertine per i dischi di Pacifico (Dolci Frutti Tropicali) e The Bloody Beetroots (Romborama, 2009).
Ha collaborato alla realizzazione del film Lezione 21 di Alessandro Baricco (titoli di coda).
Nel 2017 partecipa al tributo al pittore Giuseppe Fiducia col saggio incluso in Giuseppe Fiducia. I am a painter / Io sono un pittore.
Vive in Francia lavorando ad alcune storie brevi, ancora inedite.

## Opere in volume
- Ranxerox, 1981, Primo Carnera Editore, (raccolta di storie pubblicate su Frigidaire)
- Ranxerox 2, 1983, Primo Carnera Editore, (raccolta di storie pubblicate su Frigidaire)
- Ranxerox - edizione integrale, 1987, Primo Carnera Editore, (raccolta di tutte le storie uscite su Frigidaire)
- Tenere violenze, 1988, Primo Carnera Editore, (raccolta di storie e illustrazioni pubblicate su Frigidaire)
- Ranxerox 3, 1997, 3ntini&C
- Ranx. Ediz. integrale, 2012, Comicon (antologia contenente tutte le storie dal 1978 al 1997)
- Femmine, 2013, Comicon
- I fiori del male di Charles Baudelaire. Ediz. illustrata, 2017, Comicon
- Lucy. La speranza, 2017, Comicon
- Ranx (re) incarnazioni, 2018, Comicon
- Body count. Art book, 2019, Feltrinelli
- La seconda mezzanotte. Il maestro 2024, Feltrinelli (testi di Antonio Scurati)